# Dream Machine Tour
Tournées par Tokio Hotel
Feel It All World Tour 
(2015) Melancholic Paradise Tour 
(2019)

Dream Machine Tour est une tournée mondiale du groupe de rock allemand Tokio Hotel, du 12 mars au 27 avril 2018 composée de quatre parties. La première partie en Europe + Russie, la deuxième à nouveau en Europe avec des shows additionnels en raison de l'affluence des shows précédents, la troisième partie de la tournée concernait l'Amérique du Nord et l'Amérique latine. En effet, le groupe annonçait le 20 décembre 2017 sur les réseaux sociaux le report des dates voire l'annulation totale de ces 2 dernières parties dû à un problème logistique.

## Liste des titres
1. Intro + Something New
2. Boy Don't Cry
3. Feel It All
4. Love Who Loves You Back
5. Dark Side Of The Sun
6. The Heart Get No Sleep
7. Better
8. Cotton Candy Sky
9. We Found Us
10. Run Run Run
11. Black
12. Easy
13. Girl Got A Gun
14. Automatic
15. As Young As We Are
16. What If
17. Durch Den Monsun
18. Stop, Babe

## Dates et lieux des concerts
| Date                                     | Ville             | Pays               | Salle                          |
| ---------------------------------------- | ----------------- | ------------------ | ------------------------------ |
| Part 1 : Europe + Europe de l'Est Russie |                   |                    |                                |
| 12 mars 2017                             | Londres           | Royaume-Uni        | Koko                           |
| 13 mars 2017                             | Bruxelles         | Belgique           | Ancienne Belgique              |
| 15 mars 2017                             | Hambourg          | Allemagne          | Docks                          |
| 16 mars 2017                             | Francfort         | Allemagne          | Batschkapp                     |
| 18 mars 2017                             | Nimègue           | Pays-Bas           | Doornroosje                    |
| 19 mars 2017                             | Amsterdam         | Pays-Bas           | Paradiso                       |
| 21 mars 2017                             | Paris             | France             | Olympia                        |
| 22 mars 2017                             | Lyon              | France             | Le Transbordeur                |
| 24 mars 2017                             | Cologne           | Allemagne          | E-Werk                         |
| 25 mars 2017                             | Stuttgart         | Allemagne          | Im Wizemann                    |
| 27 mars 2017                             | Zurich            | Suisse             | Volkshaus                      |
| 28 mars 2017                             | Milan             | Italie             | Fabrique                       |
| 29 mars 2017                             | Rome              | Italie             | Atlantico                      |
| 31 mars 2017                             | Munich            | Allemagne          | TonHalle                       |
| 1er avril 2017                           | Leipzig           | Allemagne          | Haus Auensee                   |
| 3 avril 2017                             | Prague            | République tchèque | SaSaZu                         |
| 4 avril 2017                             | Berlin            | Allemagne          | Huxleys                        |
| 6 avril 2017                             | Stockholm         | Suède              | Fryshuset                      |
| 7 avril 2017                             | Oslo              | Norvège            | Sentrum Scene                  |
| 9 avril 2017                             | Helsinki          | Finlande           | The Circus                     |
| 10 avril 2017                            | Riga              | Lettonie           | Palladium                      |
| 12 avril 2017                            | Varsovie          | Pologne            | Progresja Music Zone           |
| 19 avril 2017                            | Novossibirsk      | Russie             | DKZH                           |
| 21 avril 2017                            | Iekaterinbourg    | Russie             | Teleclub                       |
| 22 avril 2017                            | Oufa              | Russie             | Ogni Ufi                       |
| 23 avril 2017                            | Kazan             | Russie             | Ermitage                       |
| 25 avril 2017                            | Saint-Pétersbourg | Russie             | DK Lensoveta                   |
| 26 avril 2017                            | Moscou            | Russie             | Crocus City Hall               |
| 28 avril 2017                            | Voronej           | Russie             | Aura Night Club                |
| 29 avril 2017                            | Krasnodar         | Russie             | Arena Hall                     |
| 3 novembre 2017                          | Berlin            | Allemagne          | Arena Treehouse                |
| 4 novembre 2017                          | Oberhausen        | Allemagne          | Turbinenhalle                  |
| 5 novembre 2017                          | Esch-sur-Alzette  | Luxembourg         | Rockhal                        |
| 7 novembre 2017                          | Tilbourg          | Pays-Bas           | Poppodium 013                  |
| 9 novembre 2017                          | Padoue            | Italie             | Gran Teatro Geox               |
| 10 novembre 2017                         | Naples            | Italie             | Casa della Musica - Federico I |
| 12 novembre 2017                         | Turin             | Italie             | Teatro della Concordia         |
| 13 novembre 2017                         | Bologne           | Italie             | Teatro della Concordia         |
| 15 novembre 2017                         | Marseille         | France             | Le Silo                        |
| 16 novembre 2017                         | Nancy             | France             | L'Autre Canal                  |
| 18 novembre 2017                         | Berlin            | Allemagne          | Arena Treehouse                |
| 21 avril 2018                            | Berlin            | Allemagne          | Arena Treehouse                |
| 22 avril 2018                            | Berlin            | Allemagne          | Arena Treehouse                |
| 27 avril 2018                            | Moscou            | Russie             | Adrenalin Stadium              |

## 3epartie: Amérique du Nord et Amérique latine annulées.
La partie nord-américaine fut annulée après l'annonce faite par le groupe le 20 décembre 2017 sur les réseaux sociaux. « En raison de problèmes logistiques impossible à résoudre avec notre live production, nous devons malheureusement postposer nos dates de tournée 2018 aux Etats-Unis et au Canada. Notre équipe est actuellement en négociation afin de trouver de nouvelles dates, mais puisqu’il n’y a pas de nouvelles dates fixées, les promoteurs locaux et Treehouse rembourseront tous les billets et packs VIP. Nous sommes désolés pour les inconvénients que ceci pourraient causer ».

## Musiciens
- Bill Kaulitz (chant)
- Tom Kaulitz (guitare-synthétiseur-piano-percussions batterie, batterie électronique pad)
- Georg Listing (basse-synthétiseur)
- Gustav Schäfer (batterie)